# Подуле
Подуле (пол. Podule) — село в Польщі, у гміні Сендзейовиці Ласького повіту Лодзинського воєводства.
Населення — 174 особи (2011).
У 1975—1998 роках село належало до Серадзького воєводства.

## Демографія
Демографічна структура станом на 31 березня 2011 року:
|          | Загалом | Допрацездатний вік | Працездатний вік | Постпрацездатний вік |
| -------- | ------- | ------------------ | ---------------- | -------------------- |
| Чоловіки | 94      | 17                 | 68               | 9                    |
| Жінки    | 80      | 14                 | 45               | 21                   |
| Разом    | 174     | 31                 | 113              | 30                   |